# Aporia largeteaui
Aporia largeteaui är en fjärilsart som först beskrevs av Charles Oberthür 1881.  Aporia largeteaui ingår i släktet Aporia och familjen vitfjärilar. Inga underarter finns listade i Catalogue of Life.